# Pier Enea Guarnerio
Pier Enea Guarnerio (Milà, 1 de juliol de 1854 – 1 de desembre de 1919) fou un lingüista, dialectòleg i poeta italià.

## Vida
Fou alumne del dialectòleg Graziadio Isaia Ascoli, es va llicenciar en lletres i es va traslladar a Sardenya on havia estat nomenat com a professor de secundària. Inicialment va estar interessat per la creació poètica, però l'experiència a l'illa el va portar a interessar-se en l'estudi científic dels llocs, les tradicions, el folklore i les diferències lingüístiques entre els dialectes sards, cosa que el convertí en un dels estudiosos més importants de la llengua sarda i també en un dels primers etnògrafs de Sardenya. Entre les seves publicacions destaquen les edicions i estudis de textos antics sards. També va fer estudis sobre l'antiga llengua sarda.
Més tard es va traslladar a Gènova, on va ensenyar a la  Universitat d'aquesta ciutat de Ligúria i va tenir l'oportunitat d'estudiar els textos genovesos medievals. El 1901 va publicar a Milà el diccionari etimològic de les dotze mil paraules italianes derivades del grec, en col·laboració amb Amato Amat. El 1903 va succeir Carlo Salvioni en la càtedra de filologia clàssica i romànica de la Universitat de Pavia. El 1910 va publicar amb èxit una obra sobre la història de la literatura italiana. Va continuar els estudis sobre llengües indoeuropees i romàniques i, des de la seva nova càtedra, va estudiar els parlars ladins de Llombardia i va publicar una obra important sobre la parla de la Val Bregaglia. També es va interessar per temes d'onomàstica, per la geografia lingüística i la semasiologia.

### Estudis sobre el català
De la seva estada a Sardenya en resten algunes publicacions sobre l'alguerès; de tema català també fou una publicació sobre una obra atribuïda a Llull. Va participar en el I Congrés internacional de la llengua catalana i hi feu una intervenció en la sessió inaugural com a representant d'un dels estats (Itàlia, en aquest cas) on es parla català. Els altres intervinents foren Raymond Foulché-Delbosc per França i Adolfo Bonilla y San Martín per Espanya.

## Publicacions
- Auxilium (1878)
- Rime (1880)
- Primo saggio di novelle popolari sarde (1883-1884)
- Il dialetto catalano di Alghero (1885-1886)
- Dialetti sardi, in Kritischer Jahresbericht über die Fortschritte der romanischen Philologie (1890-1913)
- Gli statuti della Repubblica sassarese, testo logudorese del sec. XIV, nuovamente edito d'in sul codice (1892)
- La Passione ed altre prose religiose in dialetto genovese del secolo XIV, in Giornale ligustico di archeologia, storia e letteratura, XX (1893)
- Del trattato dei Sette peccati mortali in dialetto genovese antico, in Nozze Cian Sappa - Flandinet (1894)
- I dialetti odierni di Sassari, della Gallura e della Corsica[2] (1896-1898)
- L'intacco latino della gutturale di ce, ci, in Supplementi dell'Archivio glottologico italiano, IV (1897)
- Dizionario etimologico di dodicimila vocaboli italiani derivati dal greco, en col·laboració amb Amato Amati (1901)
- Il sardo e il còrso in una nuova classificazione delle lingue romanze (1902-1905)
- La lingua della Carta de Logu, secondo il ms. di Cagliari, in Studi sassaresi, III (1905)
- L'antico campidanese dei secoli XI-XIII secondo "le antiche Carte volgari dell'Archivio Arcivescovile di Cagliari", in Studi romanzi, IV (1906)
- Catalogna si sveglia (1906) (en relació amb el Congrés de la Llengua)
- Le sorti latine dell'ide. dw- iniziale, in Rendiconti del Regio Istituto lombardo di scienze e lettere, XL (1907)
- Brevi aggiunte al lessico algherese, 1908
- Contributio agli studi Luliani. De la doctrina dels Infans. Cod. Ambr. 0-87 sup., in Anuari de l'Institut d'estudis catalans, II (1908)
- L'origine di Meneghino, in Natura ed arte (1908)
- Appunti lessicali bregagliotti (1908-1910)
- Gli Italiani e il bel paese. La letteratura (1910)
- La rosa delle Alpi. Contributo allo studio dei nomi romanzi del "Rhododendron", in Studi letterari e linguistici dedicati a P. Rajna (1911)
- Il fantoccio del Carnevale e il giovedì grasso a Sassari, in Wörter und Sachen, III (1912)
- Intorno ad un antico condaghe sardo tradotto in spagnolo nel secolo XIV, di recente pubblicato, in Rendiconti del Regio Istituto lombardo di scienze e lettere, XLVI (1913)
- Note etimologiche e lessicali corse, in Rendiconti del Regio Istituto lombardo di scienze e lettere, XLVIII (1915)
- L'esito di EX- F- in sf- cagliaritano e sci- campidanese (1916)
- Intorno al nome del Monte Rosa, in Athenaeum, IV (1916)
- Ancora sul nome del Monte Rosa, in Athenaeum, V (1917)
- Le launeddas sarde, in Rendiconti del Regio Istituto lombardo di scienze e lettere, s. 2, LI (1918)
- Manuale di fonologia romanza (1918).